# Cagiva Aletta Rossa
La Cagiva Aletta Rossa o WSXT  è stata una motocicletta da fuoristrada prodotta dalla casa italiana Cagiva dal 1983 al 1988. Era disponibile nelle cilindrate 125, 200 e 350 cm³ Ala Rossa.

## Aletta Rossa 125
Commercializzata a partire da luglio 1983 come naturale evoluzione della SXT, la sua pubblicità occupava tutta l'ultima pagina della Gazzetta dello Sport il successivo Ferragosto; infatti la moto di nuovo aveva raffreddamento a liquido e monoammortizzatore posteriore, mentre dalla "madre" aveva ereditato la maggior parte della ciclistica e delle sovrastrutture, il miscelatore, l'aspirazione lamellare e il freno a disco anteriore, questo modello venne prodotto fino al 1987, dopo un periodo di pausa il progetto riprenderà vita sotto il nome di Cagiva W8, la quale introduce la valvola di scarico.
I colori disponibili erano: Rosso (con sella e telaio neri); Bianca (sella e telaio rossi); Nera (sella e telaio rossi).
All'epoca, per quanto vietata dal codice della strada, era molto diffusa la maggiorazione che portava la cilindrata a circa 160 cm³ grazie al gruppo termico prodotto dalla Polini, spesso accompagnata con la sostituzione del carburatore Dell'Orto da 24 mm con uno di maggior diametro fino anche a 34 mm.
Le Aletta Rossa furono regalate alla nazionale di calcio italiana quando vinse i mondiali del 1982.
Sulla stessa base venne costruita l'Elefant 125 che ricalcava le forme della Elefant 750 che correva nella Dakar, a differenza dell'Aletta aveva il serbatoio più capiente e differenti colorazioni.

## Aletta Rossa 200
Questo modello dell'Aletta Rossa non fu molto apprezzato, per via della sua cilindrata inusuale e per via della sua struttura, pressoché identica a quella dell'Aletta Rossa 125, infatti i due modelli differiscono solo per la cilindrata e la forcella, a perno in asse nella versione 125, a perno arretrato nella versione 200, per questo venne prodotta solo dal 1984 al 1986.

## Ala Rossa 350
Questo modello venne prodotto dal 1983 al 1987, con una meccanica quattro tempi piuttosto semplice specie in confronto ai modelli giapponesi di pari cilindrata. Era caratterizzata da una testata a 2 valvole ed una potenza quasi doppia rispetto alla 125 due tempi seppur con un peso maggiore. Ebbe una discreta diffusione e vide poi ampia evoluzione nella T4 a quattro valvole.
Fu una delle prime moto "enduro" con motore a 4 tempi da 27  CV.

## Caratteristiche tecniche
| Caratteristiche tecniche - Cagiva Aletta Rossa WSXT 125 - 1983                                         | Caratteristiche tecniche - Cagiva Aletta Rossa WSXT 125 - 1983 | Caratteristiche tecniche - Cagiva Aletta Rossa WSXT 125 - 1983 | Caratteristiche tecniche - Cagiva Aletta Rossa WSXT 125 - 1983 | Caratteristiche tecniche - Cagiva Aletta Rossa WSXT 125 - 1983 | Caratteristiche tecniche - Cagiva Aletta Rossa WSXT 125 - 1983 |
| Dimensioni e pesi                                                                                      | Dimensioni e pesi | Dimensioni e pesi | Dimensioni e pesi | Dimensioni e pesi | Dimensioni e pesi |
| --- | --- | --- | --- | --- | --- |
| Ingombri (lungh.×largh.×alt.)                                                                          | 2090 × 880 × 1160 mm | 2090 × 880 × 1160 mm | 2090 × 880 × 1160 mm | 2090 × 880 × 1160 mm | 2090 × 880 × 1160 mm |
| Altezze                                                                                                | Sella: 820 mm - Minima da terra: 195 mm | Sella: 820 mm - Minima da terra: 195 mm | Sella: 820 mm - Minima da terra: 195 mm | Sella: 820 mm - Minima da terra: 195 mm | Sella: 820 mm - Minima da terra: 195 mm |
| Interasse: 1380 mm                                                                                     | Interasse: 1380 mm | Massa a vuoto: 118 kg | Massa a vuoto: 118 kg | Serbatoio: 10,8 l | Serbatoio: 10,8 l |
| Meccanica                                                                                              | | | | | |
| Tipo motore: monocilindrico a 2 tempi inclinato in avanti di 16°                                       | Tipo motore: monocilindrico a 2 tempi inclinato in avanti di 16° | Tipo motore: monocilindrico a 2 tempi inclinato in avanti di 16° | Tipo motore: monocilindrico a 2 tempi inclinato in avanti di 16° | Raffreddamento: a liquido | Raffreddamento: a liquido |
| Cilindrata                                                                                             | 124,63 cm³ (Alesaggio 56,0 × Corsa 50,6 mm) | 124,63 cm³ (Alesaggio 56,0 × Corsa 50,6 mm) | 124,63 cm³ (Alesaggio 56,0 × Corsa 50,6 mm) | 124,63 cm³ (Alesaggio 56,0 × Corsa 50,6 mm) | 124,63 cm³ (Alesaggio 56,0 × Corsa 50,6 mm) |
| Distribuzione: lamellare                                                                               | Distribuzione: lamellare | Distribuzione: lamellare | Alimentazione: un carburatore Dell'Orto PHBL 24 BD; lubrificazione separata con pompa Mikuni a portata variabile | Alimentazione: un carburatore Dell'Orto PHBL 24 BD; lubrificazione separata con pompa Mikuni a portata variabile | Alimentazione: un carburatore Dell'Orto PHBL 24 BD; lubrificazione separata con pompa Mikuni a portata variabile |
| Potenza: 15,2 CV a 7.000 giri/min alla ruota                                                           | Potenza: 15,2 CV a 7.000 giri/min alla ruota | Coppia: 1,55 kgm a 7.000 giri/min | Coppia: 1,55 kgm a 7.000 giri/min | Rapporto di compressione: 14,8:1 | Rapporto di compressione: 14,8:1 |
| Frizione: multidisco in bagno d'olio                                                                   | Frizione: multidisco in bagno d'olio | Frizione: multidisco in bagno d'olio | Cambio: 6 marce a pedale a cascata con innesti frontali | Cambio: 6 marce a pedale a cascata con innesti frontali | Cambio: 6 marce a pedale a cascata con innesti frontali |
| Accensione                                                                                             | elettronica Motoplat | elettronica Motoplat | elettronica Motoplat | elettronica Motoplat | elettronica Motoplat |
| Trasmissione                                                                                           | primaria a ingranaggi elicoidali; secondaria a catena | primaria a ingranaggi elicoidali; secondaria a catena | primaria a ingranaggi elicoidali; secondaria a catena | primaria a ingranaggi elicoidali; secondaria a catena | primaria a ingranaggi elicoidali; secondaria a catena |
| Avviamento                                                                                             | a pedale | a pedale | a pedale | a pedale | a pedale |
| Ciclistica                                                                                             | | | | | |
| Telaio                                                                                                 | monotrave sdoppiato in acciaio | monotrave sdoppiato in acciaio | monotrave sdoppiato in acciaio | monotrave sdoppiato in acciaio | monotrave sdoppiato in acciaio |
| Sospensioni                                                                                            | Anteriore: forcella idraulica Llobe con molle elicoidali, steli da 35 mm / Posteriore: forcellone oscillante e monoammortizzatore idropneumatico Corte&Cosso regolabile nel carico della molla (sistema "Soft Damp") | Anteriore: forcella idraulica Llobe con molle elicoidali, steli da 35 mm / Posteriore: forcellone oscillante e monoammortizzatore idropneumatico Corte&Cosso regolabile nel carico della molla (sistema "Soft Damp") | Anteriore: forcella idraulica Llobe con molle elicoidali, steli da 35 mm / Posteriore: forcellone oscillante e monoammortizzatore idropneumatico Corte&Cosso regolabile nel carico della molla (sistema "Soft Damp") | Anteriore: forcella idraulica Llobe con molle elicoidali, steli da 35 mm / Posteriore: forcellone oscillante e monoammortizzatore idropneumatico Corte&Cosso regolabile nel carico della molla (sistema "Soft Damp") | Anteriore: forcella idraulica Llobe con molle elicoidali, steli da 35 mm / Posteriore: forcellone oscillante e monoammortizzatore idropneumatico Corte&Cosso regolabile nel carico della molla (sistema "Soft Damp") |
| Freni                                                                                                  | Anteriore: a disco Brembo da 240 mm / Posteriore: a tamburo da 125 mm | Anteriore: a disco Brembo da 240 mm / Posteriore: a tamburo da 125 mm | Anteriore: a disco Brembo da 240 mm / Posteriore: a tamburo da 125 mm | Anteriore: a disco Brembo da 240 mm / Posteriore: a tamburo da 125 mm | Anteriore: a disco Brembo da 240 mm / Posteriore: a tamburo da 125 mm |
| Pneumatici                                                                                             | Pirelli MT30, anteriore 2.75-21", posteriore 4.60-17" | Pirelli MT30, anteriore 2.75-21", posteriore 4.60-17" | Pirelli MT30, anteriore 2.75-21", posteriore 4.60-17" | Pirelli MT30, anteriore 2.75-21", posteriore 4.60-17" | Pirelli MT30, anteriore 2.75-21", posteriore 4.60-17" |
| Prestazioni dichiarate                                                                                 | | | | | |
| Velocità massima                                                                                       | 113,920 km/h | 113,920 km/h | 113,920 km/h | 113,920 km/h | 113,920 km/h |
| Accelerazione                                                                                          | 400 metri da fermo in 17,970 s | 400 metri da fermo in 17,970 s | 400 metri da fermo in 17,970 s | 400 metri da fermo in 17,970 s | 400 metri da fermo in 17,970 s |
| Consumo                                                                                                | medio: 22 km/l | medio: 22 km/l | medio: 22 km/l | medio: 22 km/l | medio: 22 km/l |
| Altro                                                                                                  | | | | | |
| Note                                                                                                   | velocità massima, accelerazione e consumo rilevati da Motociclismo | velocità massima, accelerazione e consumo rilevati da Motociclismo | velocità massima, accelerazione e consumo rilevati da Motociclismo | velocità massima, accelerazione e consumo rilevati da Motociclismo | velocità massima, accelerazione e consumo rilevati da Motociclismo |
| Fonte dei dati: Enrico Goglio, Sicura di piacere arriva la Cagiva WSXT 125, Motociclismo novembre 1983 | | | | | |

| Caratteristiche tecniche - Cagiva Ala rossa 350 | Caratteristiche tecniche - Cagiva Ala rossa 350                            | Caratteristiche tecniche - Cagiva Ala rossa 350                            | Caratteristiche tecniche - Cagiva Ala rossa 350                            | Caratteristiche tecniche - Cagiva Ala rossa 350                            | Caratteristiche tecniche - Cagiva Ala rossa 350                            |
| Dimensioni e pesi                               | Dimensioni e pesi                                                          | Dimensioni e pesi                                                          | Dimensioni e pesi                                                          | Dimensioni e pesi                                                          | Dimensioni e pesi                                                          |
| ----------------------------------------------- | -------------------------------------------------------------------------- | -------------------------------------------------------------------------- | -------------------------------------------------------------------------- | -------------------------------------------------------------------------- | -------------------------------------------------------------------------- |
| Interasse:                                      | Interasse:                                                                 | Massa a vuoto: a secco 129 kg, in ordine di marcia 163 kg                  | Massa a vuoto: a secco 129 kg, in ordine di marcia 163 kg                  | Serbatoio: 12 l                                                            | Serbatoio: 12 l                                                            |
| Meccanica                                       |                                                                            |                                                                            |                                                                            |                                                                            |                                                                            |
| Tipo motore: monocilindrico, a 4 tempi          | Tipo motore: monocilindrico, a 4 tempi                                     | Tipo motore: monocilindrico, a 4 tempi                                     | Tipo motore: monocilindrico, a 4 tempi                                     | Raffreddamento: ad aria                                                    | Raffreddamento: ad aria                                                    |
| Cilindrata                                      | 347 cm³ (Alesaggio 82,5 × Corsa 65,0 mm)                                   | 347 cm³ (Alesaggio 82,5 × Corsa 65,0 mm)                                   | 347 cm³ (Alesaggio 82,5 × Corsa 65,0 mm)                                   | 347 cm³ (Alesaggio 82,5 × Corsa 65,0 mm)                                   | 347 cm³ (Alesaggio 82,5 × Corsa 65,0 mm)                                   |
| Distribuzione:                                  | Distribuzione:                                                             | Distribuzione:                                                             | Alimentazione: Carburatore Dell'Orto 32 o 34 a seconda dell'anno           | Alimentazione: Carburatore Dell'Orto 32 o 34 a seconda dell'anno           | Alimentazione: Carburatore Dell'Orto 32 o 34 a seconda dell'anno           |
| Potenza: 27 cv a 7.000 giri                     | Potenza: 27 cv a 7.000 giri                                                | Coppia:                                                                    | Coppia:                                                                    | Rapporto di compressione: 9,4:1                                            | Rapporto di compressione: 9,4:1                                            |
| Frizione: multidisco in bagno d'olio            | Frizione: multidisco in bagno d'olio                                       | Frizione: multidisco in bagno d'olio                                       | Cambio: sequenziale a 5 rapporti                                           | Cambio: sequenziale a 5 rapporti                                           | Cambio: sequenziale a 5 rapporti                                           |
| Accensione                                      | elettronica                                                                | elettronica                                                                | elettronica                                                                | elettronica                                                                | elettronica                                                                |
| Trasmissione                                    | a catena                                                                   | a catena                                                                   | a catena                                                                   | a catena                                                                   | a catena                                                                   |
| Avviamento                                      | a pedale                                                                   | a pedale                                                                   | a pedale                                                                   | a pedale                                                                   | a pedale                                                                   |
| Ciclistica                                      |                                                                            |                                                                            |                                                                            |                                                                            |                                                                            |
| Sospensioni                                     | Anteriore: forcella telescopica / Posteriore: monoammortizzatore idraulico | Anteriore: forcella telescopica / Posteriore: monoammortizzatore idraulico | Anteriore: forcella telescopica / Posteriore: monoammortizzatore idraulico | Anteriore: forcella telescopica / Posteriore: monoammortizzatore idraulico | Anteriore: forcella telescopica / Posteriore: monoammortizzatore idraulico |
| Freni                                           | Anteriore: a disco da 259 mm / Posteriore: a tamburo                       | Anteriore: a disco da 259 mm / Posteriore: a tamburo                       | Anteriore: a disco da 259 mm / Posteriore: a tamburo                       | Anteriore: a disco da 259 mm / Posteriore: a tamburo                       | Anteriore: a disco da 259 mm / Posteriore: a tamburo                       |
| Pneumatici                                      | anteriore 3.00 - 21, posteriore 4.00 - 18                                  | anteriore 3.00 - 21, posteriore 4.00 - 18                                  | anteriore 3.00 - 21, posteriore 4.00 - 18                                  | anteriore 3.00 - 21, posteriore 4.00 - 18                                  | anteriore 3.00 - 21, posteriore 4.00 - 18                                  |
| Prestazioni dichiarate                          |                                                                            |                                                                            |                                                                            |                                                                            |                                                                            |
| Velocità massima                                | 133 km/h                                                                   | 133 km/h                                                                   | 133 km/h                                                                   | 133 km/h                                                                   | 133 km/h                                                                   |
| Fonte dei dati:                                 |                                                                            |                                                                            |                                                                            |                                                                            |                                                                            |